# 坦溪河
坦溪河（又名驷马河），是中国长江流域的一条河流，汇入渠江正源巴河左岸，属于嘉陵江水系。河长76千米，流域面积1010平方千米，多年平均流量25立方米每秒。自然落差112米。水能理论蕴藏量1万千瓦。